# Заброшенный дом (рассказ)

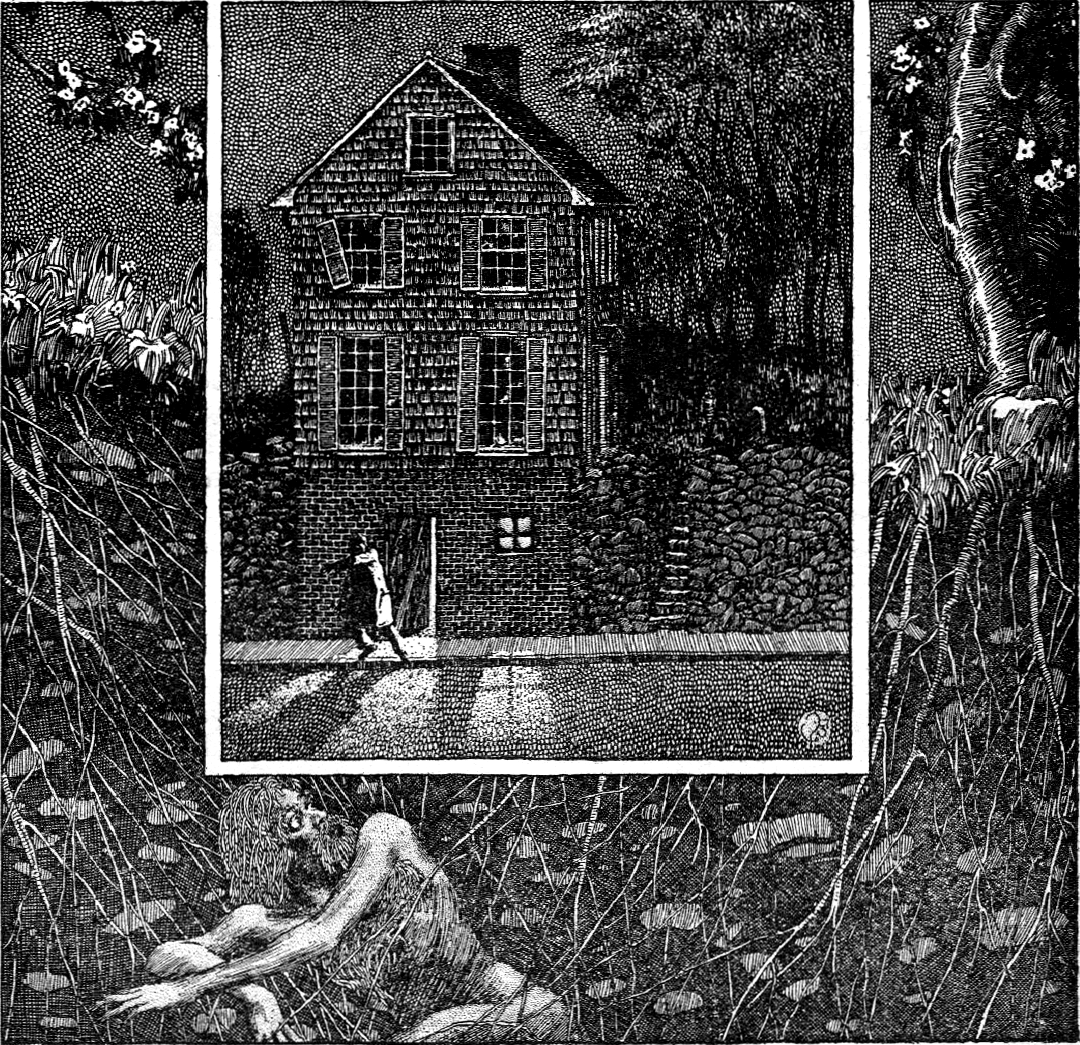
Иллюстрация рассказа в журнала «Weird Tales» за октябрь 1937 года. Художник Вёрджил Финлэй

«Заброшенный дом» (англ. The Shunned House), в другом переводе «Брошенный дом» — рассказ американского писателя Говарда Филлипса Лавкрафта, написанный с 16 по 19 октября 1924 года. Впервые опубликован в выпуске «Weird Tales» за октябрь 1937 года.

## Сюжет
Рассказчик, имя которого не называется, вспоминает историю дома на Бенефит-стрит, в Провиденс, штат Род-Айленд, в котором умерло невероятно большое число людей. Рядом находится отель «Мэншн-Хаус» (англ. Mansion House), церковь Св. Иоанна и кладбище первых поселенцев, что позже перенесли на Северное кладбище. Жуткий дом издавна пугал детей в округе. Здесь росли индейские трубки и плесень, а из подвала исходил желтый дымок.
Илайхью Уиппл, дядя рассказчика, изучил летопись жильцов дома. В 1763 году дом построил Уильям Гаррис, который жил с женой Роуби Декстер и детьми. Девочки Элькана, Рут и Абигаль умерли от лихорадки, под надзором врача Джоуба Айвза, а Уильям-младший выжил. Умирала прислуга в доме: Ханна Бауэн, Илайа Лайдесон, Мехитабель Пиэрс и Береженый Смит. Когда умер Уильям-Старший, Роуби сошла с ума и муж запер её на чердаке. Мёрси Декстер, её сестра, ухаживала за ней. Роуби в кошмарах преследовала полувидимая тварь с клыками. Внезапно, Роуби заговорила на французском, а вскоре умерла. Уильяма-Младшего забрал к себе в дом кузен Пелег Гаррис.
Смерти продолжались и продолжались: В 1772 году умер слуга Зенас Лоу. Уильям повзрослел и отслужил в армии, а после женился на Фиби Хетфилд. В 1782 году Мёрси умерла от истощения, а гувернантки Энн Уайт и Мария Роббинс уволились. После того как Фиби родила мёртвого ребенка, они переехали. Позже у них родился сын Дьюти. В 1797 году Уильям и Фиби умерли от Желтой лихорадки. Дьюти жил у кузена Рэтбоуна Гарриса, сына Пелега, он вновь сдал дом, но жильцы продолжали умирать. Дьюти отслужил на флоте, а позже у него родился сын Велкам. Велкам умер в 1860 году. Дьюти погиб на войне в 1862 году. Арчер, сын Велкама, не стал сдавать дом. Последний в роду Кэррингтон Гаррис вновь сдал дом. Его сестра Алиса Гаррис знала о доме лишь поверья от деда Дьюти и бабушки Мёрси.
В 1804 году муниципалитет распорядился, чтобы дом залили серой и смолой. По слухам, дом был источником лихорадки, а в его подвал похоронен вампир. Доктор Чед Хопкинс поставил жильцам дома диагноз малокровие. Доктора Чейз и Уитмарш помогли собирать сведения об истории болезни жертв. Перед смертью Мадам Стаффорд и Илиазара Дюрфи пытались впиться зубами в горло врача. Рассказчик нашел документы купли земли Джоном Трокмортоном у индейцев Наррагансетт. Позже этот участок разделили его потомки. В 1697 году участок арендовал некий Этьен Руле. В 1747 году на месте дома образовалось кладбище семьи Руле, чьи останки не стали переносить на северное кладбище. В библиотеке Шепли и Историческом Обществе хранились записи, что о Руле были гугенотами из Коде (англ. Caude), в Анжу, которые два века назад поселились в Ист-Гринвиче, вблизи залива Наррагансет. Руле проводили темные ритуалы, что вызвало у людей отвращение. Жака Руле в 1598 году приговорили к сожжению за колдовство. Поль Руле вызвал нечестивыми молитвами бунт, поэтому их семья уехала.
25 июня 1919 года рассказчик и Илайхью решили провести ночь в подвале дома, чтобы уничтожить чудовище. Илайхью взял огнемет и трубки Крукса из Брауновского университета на случай, если монстр окажется нематериален. Они дежурили по очереди. Илайхью во сне заговорил по-французски, ему приснилось, что он лежит в яме под домом, а члены семьи Гаррис смотрят на него сверху вниз. Рассказчик увидел как жёлтый дым пузырился, принимает наполовину человеческие и звериные очертания. Радиация из трубки Крукса не навредила твари. Дымка окутала Илайхью и лицо дяди претерпело множество изменений: «он был чертом и толпой, склепом и карнавальным шествием». Лица семьи Гаррис и прислуги сменялись одно за другим, борясь друг с другом, пока дымка не превратила тело Илайхью в студенистую массу, что осела как свеча и растаяла, оставив лужицу.

Рассказчик в страхе бежит мимо Колледж-Хилл и читальни (англ. Athenaeum). На востоке занялась заря, осветив холм и старый дом, словно, призывая вернуться и закончить дело. Утром он выкопал яму в подвале и вылил туда шесть бутылей серной кислоты. 
В яме показалась стекловидная поверхность, гладкая как рыба, что-то полусгнившее, вроде, застывшего желе с признаками прозрачности. В одном месте вещество было похоже на свернувшийся студень. Обширная область почти цилиндрической формы напоминала гигантскую, гибкую бело-голубую трубу дымохода, свернутую вдвое, два фута в диаметре. Это мерзкая и немыслимая аномалия, чей колоссальный локоть был только что виден из земли. Ослепительный водоворот зеленовато-желтого пара каскадом извергся из дыры, издав дикий рев. 
Местные жители с тех пор рассказывают легенды о «желтом дне» и чудовищном реве, что доносился, вероятно, из поврежденной трубы газопровода. Недра земные (англ. Inner earth) хранят такие тайны, о которых лучше не знать. Один из Глубинных ужасов Земли (англ. Earth’s nethermost terrors) погиб навсегда. Если существует ад, то он наконец получил душу этого демона и грешной твари (англ. Daemon soul of an unhallowed thing).

## Персонажи
- Рассказчик

Рассказчик — молодой человек, племянник Илайхью Уиппла, изучал оккультные книги. Выжил после встречи с вампиром. Дисциплинирован и смел.
- Илайхью Уиппл

Илайхью Уиппл (англ.  Dr. Elihu Whipple) — историк, вменяемый, консервативный врач старой школы. Холостяк, седой, чисто выбритый, старомодный джентльмен.
- Этьен Руле

Этьен Руле (англ.  Etienne Roulet) — Руле-Старший, Гугенот из Caude, в Анже, Франция. Смуглолиц, поселился в Ист-Гринвиче, штат Род-Айленд, в 1686 году, переехал в Провиденс в 1696 году. Изучал старинные книг и оккультные схемы, за что получил место канцеляриста на складе пристани Пардона Тиллингаста (англ. Pardon Tillinghast) на Таун-стрит. Персонаж по имени Кроуфорд Тиллингаст появляется в рассказе «Из глубин мироздания» и упоминается романе «Случай Чарльза Декстера Варда».
- Вампир

Вампир (англ. Vampire) — закопан в подвале заброшенного дома на глубине в шесть футов, питался жизненной силой жителей дома, пока они умирали от истощения. Вампир описан с традиционными чертами готической литературы: он меняет форму, превращается в зверей и убитых жертв, телепатически воздействует на людей, является полуматериальной сущностью, прозрачный, кровожадный. Разросся до размеров гиганта в земле под домом, вокруг него росли грибы и плесень, которые принимали форму тела человека, иногда из подвала исходил желтый дым. Жертвы бредили во сне, говоря на французском языке.

### Второстепенные персонажи
- Уильям Гаррис (англ. William Harris) — купец, мореплаватель, построил дом в XVII веке. Отец четверых детей: Элькана, Абигайл, Рут и Уильяма-младшего. Вел морскую торговлю с Вест-Индией через фирму «Обедай и Браун» (англ. Obadiah Brown). Владелец брига «Пруденс» (Благоразумие).
- Роуби Декстер (англ. Rhoby Dexter) — жена Уильяма, сошла с ума. Персонаж Декстер появляется в романе «Случай Чарльза Декстера Варда».
- Мёрси Декстер (англ. Mercy Dexter) — сестра Роуби, худая и некрасивая, обладала огромной физической силой.
- Джоуб Айвз (англ. Dr. Job Ives) — врач в Провиденс.
- Уильям-младший (англ. William JR Harris) — сын Уильяма Гарриса.
- Фиби Хетфилд (англ. Phebe Hetfield) — жена Уильяма, мать Дьюти.
- Дьюти (англ. Dutee) — сын Уильяма-младшего и Фиби. Служил офицером на судне «Виджиленд», у него родился сын Велкам. Погиб на войне в 1862 году.
- Рэтбоун Гаррис (англ. Rathbone Harris) — кузен Дьюти.
- Пелег Гаррис (англ. Peleg Harris) — кузен Уильяма, сына Пелега.
- Велкам (англ. Welcome) — сын Дьюти, умер в 1860 году.
- Арчер (англ. Archer) — сын Велкама.
- Кэррингтон Гаррис (англ. Carrington Harris) — последний в роду.
- Алиса Гаррис (англ. Alice Harris) сестра Кэррингтона.
- Чед Хопкинс (англ. Dr. Chad Hopkins) — доктор.
- Чейз и Уитмарш (англ. Chase and Whitmarsh) — доктора, которые собирали сведения о жертвах в доме.
- Мадам Стаффорд (англ. Stafford) — жертва вампира, пыталась впиться зубами в горло врача перед смертью.
- Илиазар Дюрфи (англ. Eleazar Durfee) — жертва вампира.
- Джон Трокмортон (англ. John Throckmorton) — купил землю у индейцев Наррагансетт.
- Поль Руле (англ. Paul Roulet) — сын Этьена, мрачный тип, именуемый Руле-Младший. Своими нечестивыми молитвами спровоцировал бунт.
- Жак Руле (англ. Jacques Roulet) — колдун, в 1598 году приговорили к сожжению за колдовство.
- Прислуга в доме: Ханна Бауэн (англ. Hannah Bowen), Илайа Лайдесон (англ. Eli Liddeason), Мехитабель Пиэрс (англ. Mehitabel Pierce), Береженый Смит (англ. Preserved Smith), Энн Уайт (англ. Ann White), Мария Роббинс (англ. Maria Robbins).

## Вдохновение

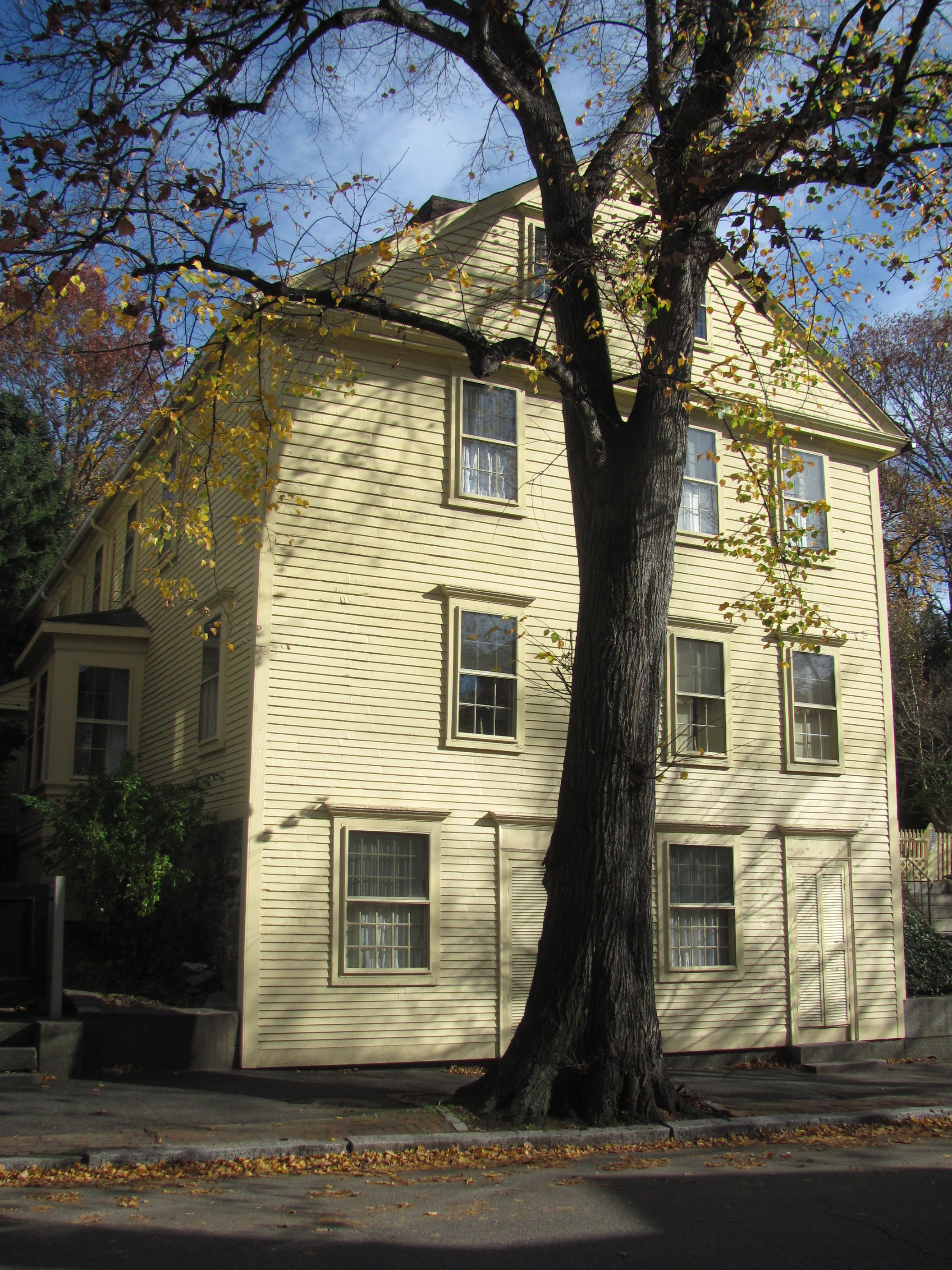
Отель «Мэншн-Хаус», где жил Эдгар По, Бенифит-стрит 135, Провиденс, Род-Айленд.

«Заброшенный дом» основан на реально существующем доме в Провиденсе, Род-Айленд, построенном в 1763 году и по-прежнему находящемся по адресу 135 Бенефит-стрит; Лавкрафт знал об этом доме — его тетя, Лилиан Кларк, жила там в 1919-20х годах, как компаньон Х. С. Баббита.
Был ещё один дом, в Элизабет (Нью-Джерси), что на самом деле заставил Лавкрафта написать рассказ, как он писал в письме:
На северо-восточном углу Бридж-стрит и Элизабет-авеню находится ужасно старый дом - адское место, где в начале 17 века должны были совершиться ночные темные дела -
с черными неокрашенными стенам, неестественно крутой крышей и наружным лестничным пролетом, ведущим ко второму этажу, окутанного клубком плюща, настолько плотным, что невозможно не представить его проклятым или заполненным трупами. Это напомнило мне Дом Баббитов на Бенефит-стрит… Позже его образ снова обрел новую яркость, и, наконец, я написал новую историю ужасов со сценой действий в Провиденс и домом Баббита.
Лавкрафт упоминает Эдгара По, Вашингтона, Джефферсона, Лафайет; историков Сидни С. Райдера, Томаса У. Бикнела; военных Натаниэля Грина, полковника Энджелла, Арчера Гарриса, капитана военного корабля Кэхуни; губернатора Эндроса.
Фраза: «Он был чертом и толпой, склепом и карнавальным шествием», возможно, похожа на аналогичную из рассказа «Человек толпы» Эдгара По — Лавкрафт будет упоминать это произведение в своем следующем рассказе «Ужас в Ред Хуке». Фраза также может быть данью чести и другими произведениям жанра готической литературы.
Лавкрафт описывает «реальность, выходящую за рамки восприятия наших чувств» — подобно тому, как он описывает это в рассказе «Из глубин мироздания»:
Научные штудии и долгие размышления научили нас тому, что известная нам трехмерная вселенная представляет собой лишь ничтожную долю от всего материального и энергетического мира.

## Критика
Роберт Вайнберг описал «Заброшенный Дом» как «один из лучших коротких романов Лавкрафта».
Питер Кэннон пишет, что Уиппл «вероятно, это композиционный портрет двух дядей Лавкрафта и деда по материнской линии»; имя деда было Уиппл Филлипс.

## Публикация
«Заброшенный дом» изданный Фрэнком Белнэпом Лонгом должен был стать первой опубликованной книгой Лавкрафта. Приблизительно 250 экземпляров были напечатаны в 1928 году У. Полом Куком для «Recluse Press». Однако, тогда листы издания не были переплетены. Позже Август Дерлет создал издательство «Arkham House» и в 1959 году в его владение перешли приблизительно 150 комплектов несвязанных листов. Позже было продано около 50 экземпляров листов в несвязанном состоянии, без обложки. Остальные 100 экземпляров Август Дерлет выставил на продажу, как официальное издание «Arkham House» в 1961 году. Книга продавалась без обложки и получила лишь название «Arkham House» на корешке.
Подлинной версией считается издание с водяным знаком «Canterbury» — самая редкая книга, связанная с «Arkham House» (имеет несколько вариантов, включающих уведомление об авторских правах). Она считается «святым Граалем» для коллекционеров изданий «Arkham House» (не считая «Arkham House: The First 20 Years» и первого тиража второго издания «Arkham House» «Заброшенный дом» выпущенного в 2008 году в количестве 67 копий). Тем не менее, существует множество подделок «Заброшенный дом» 1961 года; у большинства есть водяной знак «Chantry», а у некоторых есть красные обложки с названием на корешке напечатанном снизу вверх, в отличие от оригинальной версии «Arkham House».

## «Страна Лавкрафта»
Лавкрафт описывает свой любимый город — Провиденс, для которого он долго готовил историю про вампира. Провиденс является вымышленным городом, хотя, существует и настоящий Провиденс в Род-Айленд. «Энциклопедия Лавкрафта» говорит, что автор соединял легенды двух городов и таким оригинальным способом создавал новый смешанный тип. Лавкрафт пишет, что Норт-Кингстаун в штате Род-Айленд выделился в отдельный город Эксетер, однако, город с таким названием находится в Англии. Лавкрафт часто переносил города и достопримечательности из Великобритании в состав штата Массачусетс и других.
В рассказе упоминается настоящие достопримечательности Провиденс: Историческое Общество Род-Айленда (англ. Rhode Island Historical Society), Библиотека Шепли (англ. Shepley Library), Колледж-Хилл (англ. College Hill). Другие места: Рехобот, Бостон, Ньюпорт, Норт-Кингстаун, Нью-Джерси, Элизабеттаун, Фредериксбург, Наррагансет, Эксетер, Великобритания, Мартиника, Коде в Анжу, Париж.

В готической литературе часто встречается заброшенный дом или особняк — современный аналог замка. В предыдущем рассказе «Неименуемое» Лавкрафт описывает готическое окружение старого города, где скрываются ведьмы и привидения. В этом рассказе дом 18 века становится частью более современного города — что ознаменует переход к более современному окружению.
Первоначально это был фермерский домик, что позже приобрел ряд признаков новоанглийской колониальной постройки середины 18 столетия, превратившись в роскошный двухэтажный особняк с остроконечной крышей и глухой мансардой, с георгианским парадным входом и внутренней панельной обшивкой, продиктованной прогрессом вкуса в то время. Нижние окна с правой его стороны находились почти вровень с землей, а левая сторона дома, граничила с улицей и была открыта до самого фундамента. 

## Комментарии
1. ↑  Здесь и далее все имена и названия приводятся по переводу О. Мичковского.

## Связь с другими произведениями
В рассказе «Картина в доме» описан каннибал.
В рассказе «За стеной сна» описаны необычные сновидения, которые одинаково видел пациент и доктор в сумасшедшем доме.
В рассказе «Из глубин мироздания» ученый по фамилии Тиллингаст впустил в наш мир пришельцев из Иного измерения.
Ужасы Земли, Недра Земли и слухи о вампирах упоминаются в рассказах «Затаившийся Страх», «Крысы в стенах», «Праздник» и «Неименуемое».
В романе «Случай Чарльза Декстера Варда» описаны случаи вампиризма и упоминаются члены семьи Декстер и Тиллингаст.